# 田代廣美
田代廣美 （TASHIRO Hiromi，1982年7月13日—），日本女子手球運動員，現為日本國家女子手球隊隊員。大阪府出生，畢業於高槻市立第三中学校及四天王寺高校。

## 簡歷
2010年11月，田代廣美代表日本出戰廣州亞運會，參加女子手球比賽項目，奪得銀牌。